# Steinkiste von Flögeln
Die Steinkiste von Flögeln ist eine endjungsteinzeitliche Steinkiste bei Flögeln, Stadt Geestland, Landkreis Cuxhaven im Elbe-Weser-Dreieck in Niedersachsen.
Die Steinkiste wurde von einem Grabhügel bedeckt. Der Befund ist einer von mehreren im Landkreis Cuxhaven, unter anderem in Sievern und Loxstedt. Der Hügel mit einem Durchmesser von etwa 28 m und einer Höhe von 2,3 m bildete den Mittelpunkt eines großen Gräberfeldes, das seit 1956 archäologisch untersucht wurde. Heute ist es Bestandteil eines archäologischen Parks, der durch einen Lehrpfad erschlossen wird. In der Nähe liegt auch der Vorgeschichtspfad Flögeln.
Die Steinkiste liegt exzentrisch in einer runden Steinsetzung von 8,5 m Durchmesser, unter dem ehemaligen Hügel. Die Steinsetzung besitzt noch einen konzentrischen inneren Kranz aus kopfgroßen Steinen. Sie war von einer Rollsteinpackung bedeckt, die sich über den äußeren Steinkranz hinweg zog, der offensichtlich nur der Hügelstabilisierung diente. Die Kiste besteht aus fünf plattenartigen Seitensteinen und dem monolithischen Deckstein. Sie ist 1,45 m lang, 0,94 m breit und 0,52 m hoch. Den Boden bildete hauptsächlich eine 1,10 × 0,6 m große Steinplatte. Das sorgfältig verschlossene Innere erwies sich während der Ausgrabung als ungestört. Bis auf einen Hohlraum im oberen Drittel war die Kiste mit Sand gefüllt.
Im Inneren zeigte sich der beigabenlose Leichenschatten eines etwa 1,80 m langen Erwachsenen in Hockerlage. Er lag auf seiner linken Seite, der Kopf am Südostende, das Gesicht nach Südwesten gewandt. Im Hügelaufbau fanden sich Scherben der ausgehenden Jungsteinzeit, außerhalb der Steinkiste fanden sich fingernagelverzierte Scherben eines Riesenbechers. Sie entsprechen jenen Keramiken, die im Ganggrab im „Flögelner Holz“ Sprockhoff-Nr. 610 als jüngste Fundstufe geborgen wurden.

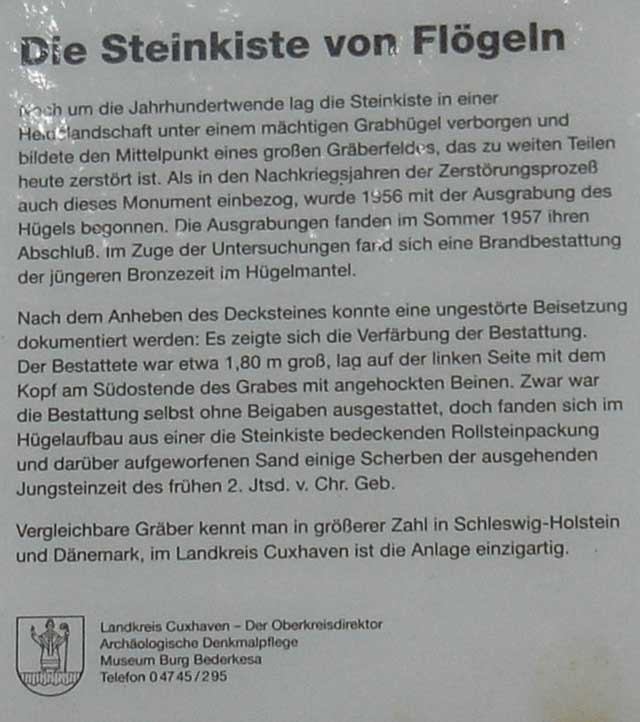
Informationen vor Ort

Parallelen zur spätneolithischen Steinkiste von Flögeln findet man in Schleswig-Holstein und Jütland, wo sie wegen ihrer geringen Größe „Zwergkisten“ genannt werden. Sie sind zuweilen nur 1 m lang und 0,5 m breit, so dass der Tote nur knapp hinein passte. Die Verwendung gespaltener Steine als Baumaterial gehört zu den Merkmalen der Steinkisten der Einzelgrabkultur. Die endneolithischen Steinkisten sind deutlich von jenen der älteren Bronzezeit, wie in Meckelstedt oder der Heerstedt, zu unterscheiden. Die Steinkiste von Flögeln dürfte der Mittelpunkt einer vom Neolithikum bis in die vorrömische Eisenzeit sukzessiv entstandenen Nekropole gewesen sein.

Steinkiste (Flögeln)
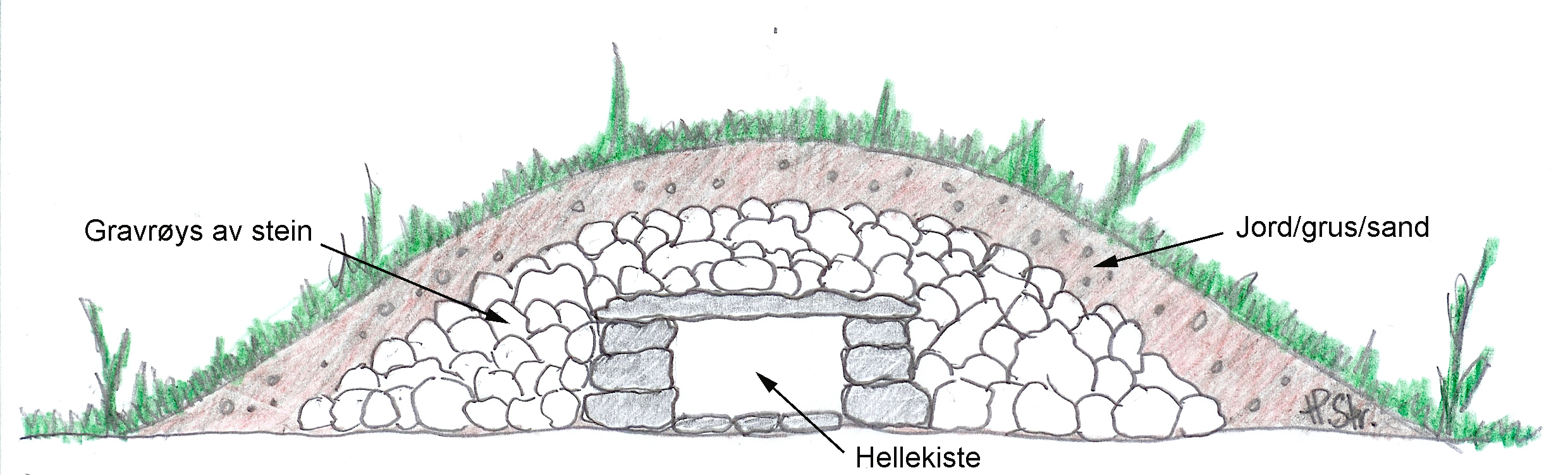
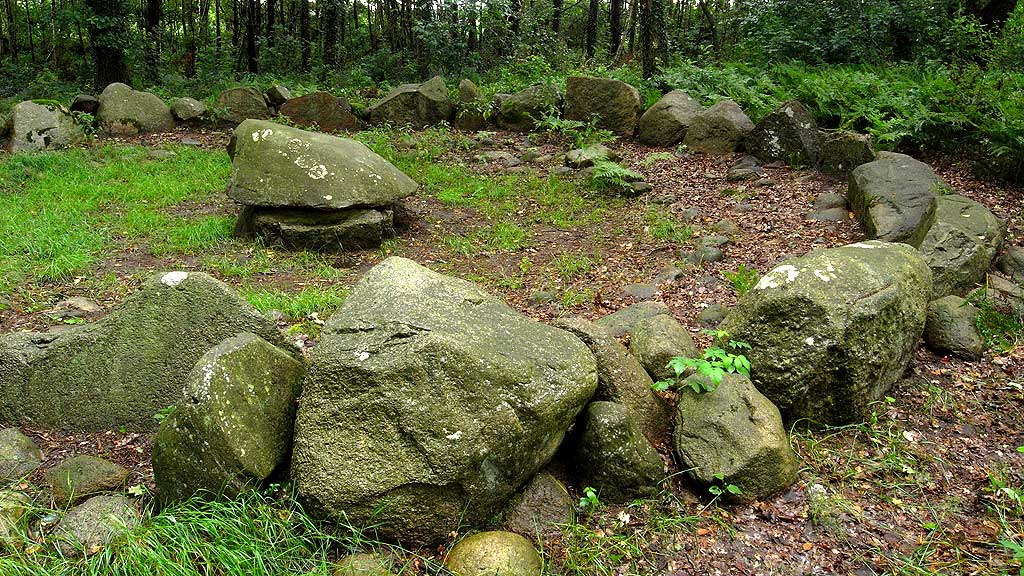
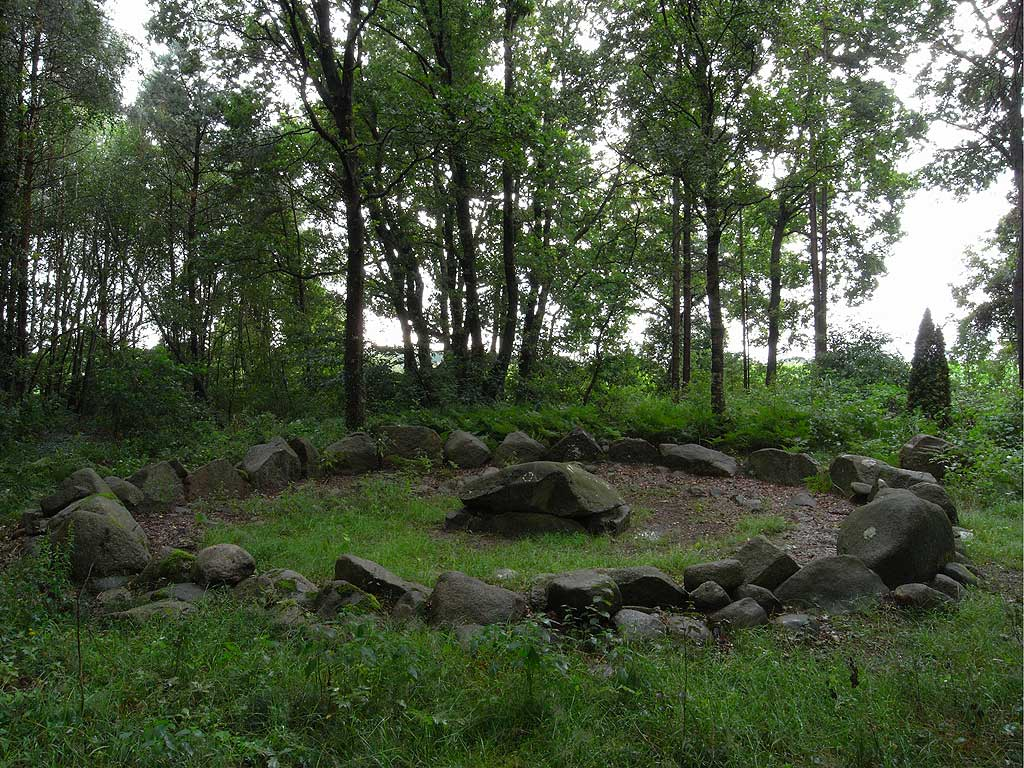
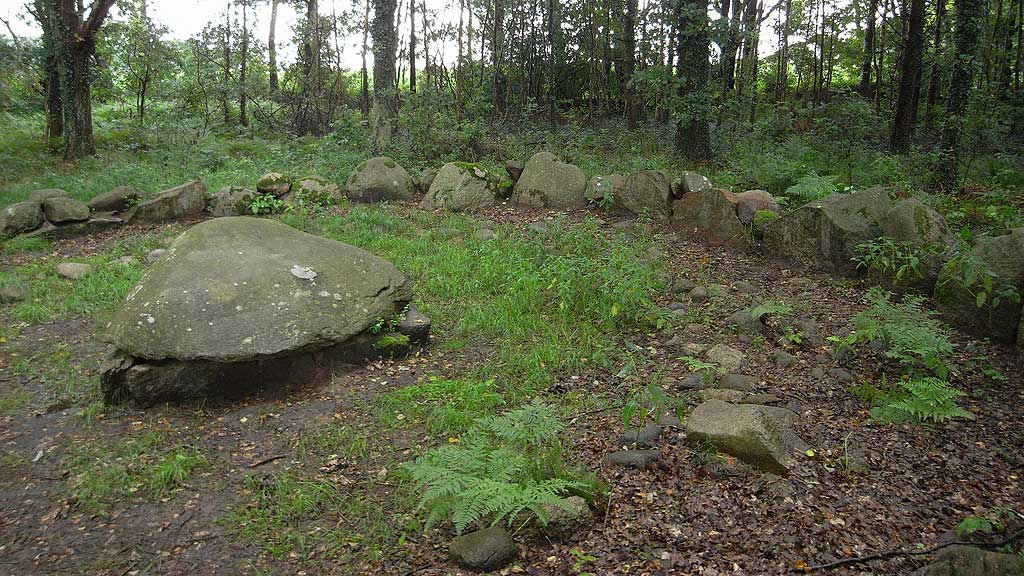